# Mercedes-Benz Stadion
A Mercedes-Benz Stadion (a 2026-os labdarúgó-világbajnokságon: Atlanta Stadion) stadion Atlantában, Georgiában, az Egyesült Államokban. 2017 augusztusában nyitották meg, a Georgia Dome utódjaként, a National Football League-ben (NFL) szereplő Atlanta Falcons és az észak-amerikai labdarúgó-bajnokságban szereplő Atlanta United otthona. A stadion tulajdonosa Georgia állama, a Georgia World Congress Center Authority-n keresztül. Kezelője az AMB Group, a Falcons és az Atlanta United tulajdonosa. 2016 júniusában az építkezésének költsége 1,6 milliárd dollár volt.
A stadiont 2017. augusztus 26-án nyitották meg, a Falcons mérkőzésén az előszezonban, az Arizona Cardinals ellen, annak ellenére, hogy a tetőt még nem fejezték be. Több eseményt, amit korábban a Georgia Dome-ban rendeztek, a Mercedes-Benz Stadionba költöztettek, mint az SEC amerikaifutball-döntőt és a Peach Bowlt. 2018-ban otthont adott az MLS-kupának és az egyetemi amerikaifutball-döntőnek, illetve 2019-ben itt tartották a Super Bowl LIII-t. A 2026-os labdarúgó-világbajnokság több mérkőzését is itt fogják rendezni. Kanye West itt mutatta be Donda című albumát, amit követően a stadionban lakott. A stadion elnevezéséért a Mercedes-Benz 324 millió dollárt fizetett.

## Sportesemények

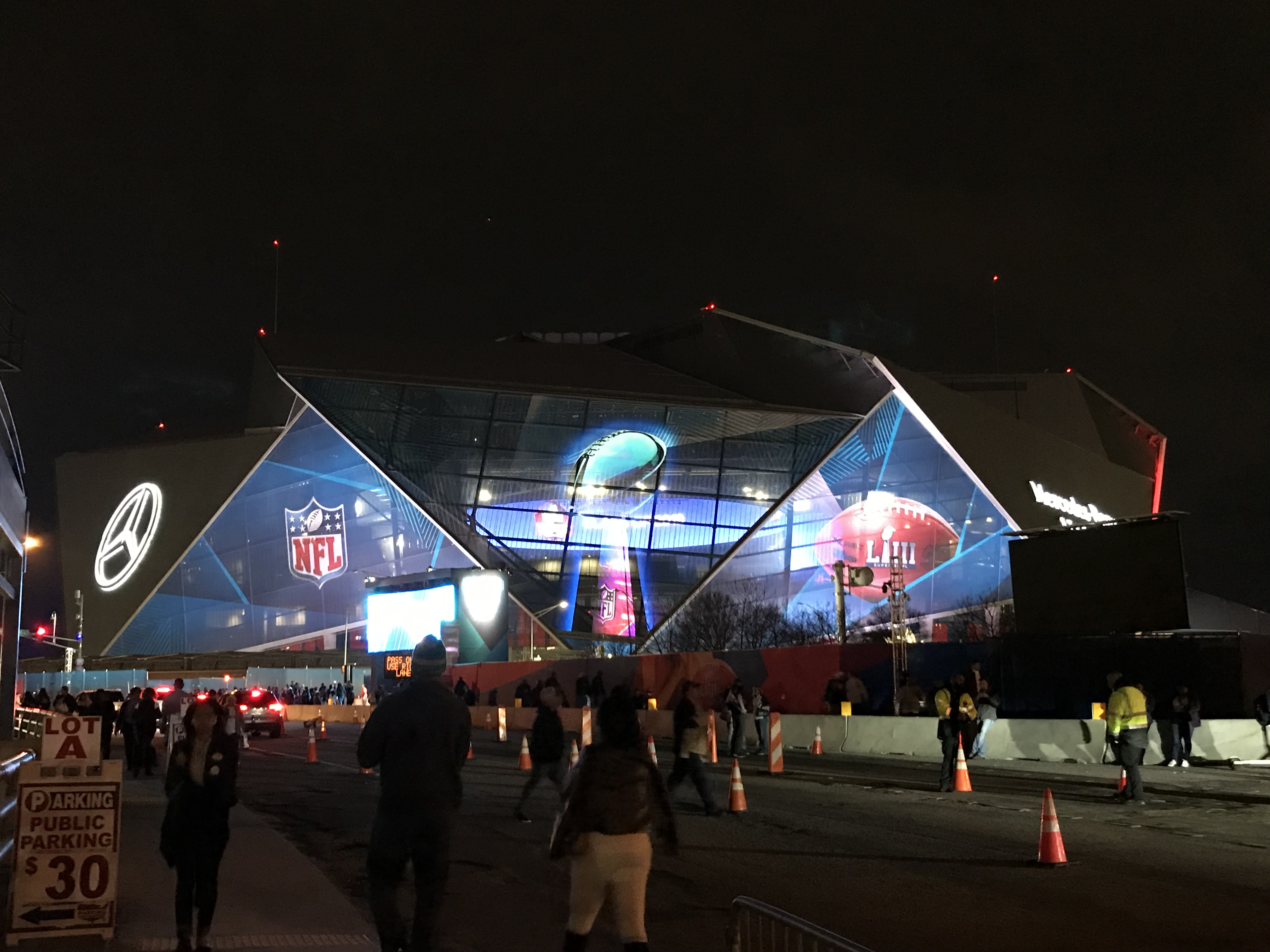
A Super Bowl LIII idején

### NFL
2015. május 19-én a Mercedes-Benz Stadionnak adták a Super Bowl LIII rendezési jogát, amit 2019-ben tartottak, ami 2000 óta az első alkalom volt, hogy a városban tartották az eseményt, a Super Bowl XXXIV óta.

### Labdarúgás
- 2017. október 22.: az Atlanta United bajnoki mérkőzést játszott a Toronto FC ellen a stadionban, 71 874 néző előtt, megdöntve az MLS rekordját, amit még szeptemberben ők maguk állítottak be, az Orlando City ellen. Ezek mellett megdöntötték a rekordot a legtöbb nézőért egy szezonban.[7]
- 2018. március 11.: az Atlanta United bajnoki mérkőzést játszott a D.C. United ellen a stadionban, 72 035 néző előtt, megdöntve a rekordot az MLS legnagyobb nézőszámáért.[8]
- 2017. október 23-án bejelentették, hogy a 2018-as MLS All Star-gálát a Juventus ellen fogják tartani a stadionban. 2018. augusztus 1-én All Star-gála rekordot döntöttek a legtöbb nézőért, 72 317 fő előtt.[9][10][11]
- 2018. december 8.: az Atlanta United otthonában tartották a 2018-as MLS-döntőt, ahol a georgiai csapat 2–0-ra legyőzte Portlandet, megnyerve első bajnoki címüket. A mérkőzést 73 019 néző előtt játszották.[12]
- 2019. augusztus 14.: az Atlanta United fogadta a Club Américát a 2019-es Campeones-kupában, ezt a CONCACAF- és a CONMEBOL-bajnokok ligájának győztese játssza. A 40 128 néző rekordnak számított a tornán.[13]

A 2026-os labdarúgó-világbajnokságon több mérkőzést is fognak tartani a stadionban.
| Dátum               | Győztes csapat | Végeredmény  | Vesztes csapat   | Kiírás                                  | Nézőszám |
| ------------------- | -------------- | ------------ | ---------------- | --------------------------------------- | -------- |
| 2017. október 22.   | Atlanta United | 2–2          | Toronto FC       | 2017-es Major League Soccer-alapszakasz | 71 874   |
| 2018. március 11.   | Atlanta United | 3–1          | DC United        | 2018-as Major League Soccer-alapszakasz | 72 035   |
| 2018. augusztus 1.  | Juventus       | 1–1 (5–3 b.) | MLS All-Stars    | 2018-as MLS All Star-gála               | 72 317   |
| 2018. december 8.   | Atlanta United | 2–0          | Portland Timbers | 2018-as MLS-kupa                        | 73 019   |
| 2019. június 5.     | Mexikó         | 3–1          | Venezuela        | Barátságos mérkőzés                     | 51 834   |
| 2019. augusztus 14. | Atlanta United | 3–2          | Club América     | 2019-es Campeones-kupa                  | 40 128   |
| 2019. augusztus 27. | Atlanta United | 2–1          | Minnesota United | 2019-es US Open-kupadöntő               | 35 709   |
| 2021. június 12.    | Mexikó         | 0–0          | Honduras         | Barátságos mérkőzés                     | 70 072   |
| 2022. augusztus 31. | Paraguay       | 1–0          | Mexikó           | Barátságos mérkőzés                     | 51 387   |